# Den kongelige Landsoverret samt Hof- og Stadsret
Den kongelige Landsoverret samt Hof- og Stadsret for Østifterne blev oprettet af Johann Friedrich Struensee i 1771 som en domstol for København. Derfor var rettens oprindelige navn Hof- og Stadsretten. Hof- og Stadsretten var fra 1771, indtil retsplejereformen 1. oktober 1919 trådte i kraft, den almindelige ret i første instans for København, samt fra 1805 til 1919 appelinstans for østifterne.
Den var oprettet ved forordning af 15. juni 1771 på Johann Friedrich Struensees foranledning og afløste bl.a. Borgretten og Hofretten. Den blev, da forordning af 25. januar 1805 indførte Landsoverretter, slået sammen med Landsoverretten for Østifterne og overtog de opgaver som blandt andet Sjællandsfar Landsting i Ringsted og Fynbo Landsting hidtil havde haft.
Den derved fremkomne "Landsover -samt Hof- og Stadsret" blev således dels den almindelige ret i første instans for københavnske sager, dels appelret for alle sager fra underretterne i østifterne uden for København. Ved retsplejeloven af 1916 blev Hof- og Stadsretten afløst af Københavns Byret.
Denne ordning fungerede frem til 1919 med ikrafttrædelsen af Retsplejeloven med det nuværende system, hvor landsoverretten blev selvstændig (Østre Landsret) og Københavns Byret blev videreført fra de to hidtidige byretter.
| Historie | Spire Denne historieartikel er en spire som bør udbygges. Du er velkommen til at hjælpe Wikipedia ved at udvide den. |